# Katie Swanová

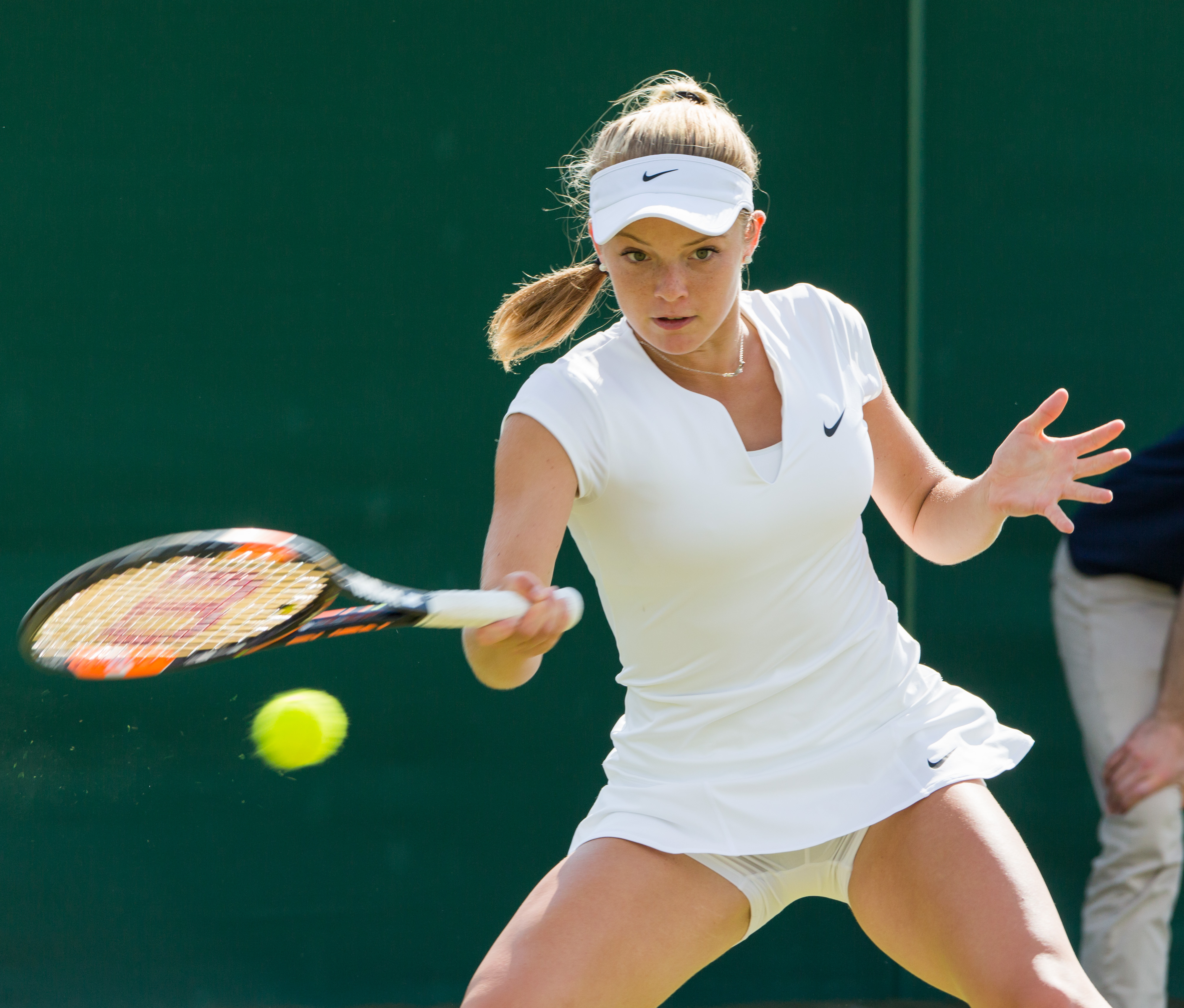
První grandslamovou účastí Swanové se stala kvalifikace ve Wimbledonu 2015

Katie Swanová (* 24. března 1999 Bristol) je britská profesionální tenistka. Ve své dosavadní kariéře na okruhu WTA Tour nevyhrála žádný turnaj. V rámci okruhu ITF získala deset titulů ve dvouhře a jeden ve čtyřhře. V juniorském tenise prohrála finále Australian Open 2015 se Slovenkou Terezou Mihalíkovou.
Na žebříčku WTA byla ve dvouhře nejvýše klasifikována v říjnu 2022 na 118. místě a ve čtyřhře v únoru 2018 na 293. místě. Trénují ji Esteban Carril a Julien Picot.
V britském fedcupovém týmu debutovala v roce 2016 základním blokem 1. skupiny zóny Evropy a Afriky proti Jihoafrické republice, v němž vyhrála dvouhru nad Ilzou Hattinghovou. Britky zvítězily 3:0 na zápasy. Ve věku 16 let a 316 dní se tak stala vůbec nejmladší britskou reprezentantkou v soutěži, když o 270 dní překonala věkový rekord Anne Keothavongové. Do dubna 2022 v soutěži nastoupila k pěti mezistátním utkáním s bilancí 2–1 ve dvouhře a 2–0 ve čtyřhře.

## Soukromý život
Narodila se roku 1999 v anglickém Bristolu do rodiny Nicki a Richarda Swanových. Tenis začala hrát v sedmi letech, když jí rodiče najali tenisové lekce během dovolené v Portugalsku. Trenér v ní rozpoznal talent a doporučil, aby se na tento sport zaměřila. V dětství hrála pozemní hokej a krátce navštěvovala bristolské gymnázium, než se v roce 2013 s rodiči přestěhovala do kansaské Wichity, kde otec získal práci v petrochemickém průmyslu. Během středoškolského studia na Wichita Collegiate School hrála na juniorském okruhu ITF a od srpna 2015 změnila formu výuky na distanční online vzdělávání.
V roce 2018 byla přijata do sportovní marketingové agentury 77 Sports Management na podporu talentů, kde se jejím mentorem stal Andy Murray. Připravovat se začala na Státní univerzitě ve Wichitě pod vedením Colina Fostera a Bexe Coada.

## Tenisová kariéra
V rámci hlavních soutěží událostí okruhu ITF debutovala v březnu 2015, když na turnaji v Šarm aš-Šajchu dotovaném 10 tisíci dolary postoupila z kvalifikace. V úvodním kole dvouhry podlehla Thajce Nudnize Luangnamové z páté světové stovky. Premiérový titul v této úrovni tenisu vybojovala ve stejném egyptském letovisku o dva týdny později. Na cestě z kvalifikace zvítězila v sedmi zápasech a v závěrečném duelu zdolala Bulharku Džuliji Terzijskou.
Poté nehrála až do červnového AEGON Classic 2015 v Birminghamu, jímž po udělení divoké karty debutovala na okruhu WTA Tour. Na úvod ji vyřadila další zástupkyně bulharského tenisu Cvetana Pironkovová figurující na 48. místě. Díky další divoké kartě si poprvé zahrála grandslamovou kvalifikaci, ve Wimbledonu 2015. Po výhře nad Slovenkou Kristínou Kučovou ji zastavila Rakušanka z třetí stovky žebříčku Tamira Paszeková.
Premiéru v hlavní soutěži nejvyšší grandslamové kategorie zaznamenala v ženském singlu Wimbledonu 2016, kam ji organizátoři udělili jako člence páté světové stovky divokou kartu. V úvodním kole však nenašla recept na světovou čtyřiačtyřicítku Tímeu Babosovou. První hlavní soutěž WTA bez podpory divoké karty si zahrála na nottinghamském Nature Valley Open 2018, kde ji vyřadila Němka Mona Barthelová. Členku elitní světové padesátky premiérově porazila ve Wimbledonu 2018 poté, co zdolala 36. ženu pořadí Irinu-Camelii Beguovou z Rumunska. V závěrečném kvalifikačním kole US Open 2018 podlehla krajance Heather Watsonové z druhé světové stovky. Přes Arinu Rodionovovou postoupila z kvalifikace do dvouhry Wimbledonu 2021, v níž ji vyřadila dvacátá sedmá tenistka klasifikace Madison Keysová ze Spojených států.

## Tituly na okruhu ITF
| Dotace turnajů okruhu ITF | Dotace turnajů okruhu ITF |
| ------------------------- | ------------------------- |
| 100 000 $ tournaments     | 80 000 $ tournaments      |
| 75 000 $ tournaments      | 60 000 $ tournaments      |
| 50 000 $ tournaments      | 25 000 $ tournaments      |
| 15 000 $ tournaments      | 10 000 $ tournaments      |

### Dvouhra (12 titulů)
| Č.  | datum         | turnaj                                | povrch    | poražená finalistka           | výsledek         |
| --- | ------------- | ------------------------------------- | --------- | ----------------------------- | ---------------- |
| 1.  | březen 2015   | Šarm aš-Šajch, Egypt                  | tvrdý     | Džulija Terzijská             | 6–2, 6–2         |
| 2.  | září 2015     | Madrid, Španělsko                     | tvrdý     | Cristina Sánchez Quintanarová | 6–7(5), 6–2, 6–3 |
| 3.  | únor 2017     | Šarm aš-Šajch, Egypt                  | tvrdý     | Pemra Özgenová                | 6–3, 6–1         |
| 4.  | březen 2017   | Šarm aš-Šajch, Egypt                  | tvrdý     | Julia Wachaczyková            | 6–4, 7–5         |
| 5.  | říjen 2017    | Óbidos, Portugalsko                   | koberec   | Katie Boulterová              | 5–0skreč         |
| 6.  | květen 2018   | Monzón, Španělsko                     | tvrdý     | Aliona Bolsovová              | 6–2, 6–3         |
| 7.  | říjen 2019    | Claremont, Spojené státy              | tvrdý     | Thaisa Grana Pedrettiová      | 6–1, 6–3         |
| 8.  | únor 2021     | Orlando, Spojené státy                | tvrdý     | Robin Andersonová             | 6–1, 6–3         |
| 9.  | listopad 2021 | Haabneeme, Estonsko                   | tvrdý (h) | Jekatěrina Šalimovová         | 7–6(3), 6–3      |
| 10. | únor 2022     | Santo Domingo, Dominikánská republika | tvrdý     | Sachia Vickeryová             | 6–4, 6–3         |
| 11. | srpen 2022    | Lexington, Spojené státy              | tvrdý     | Jodie Burrageová              | 6–0, 3–6, 6–3    |
| 12. | říjen 2022    | Trnava, Slovensko                     | tvrdý (h) | Wang Sin-jü                   | 6–1, 3–6, 6–4    |

### Čtyřhra (1 titul)
| Č. | datum      | turnaj                 | povrch | spoluhráčka         | poražené finalistky             | výsledek         |
| -- | ---------- | ---------------------- | ------ | ------------------- | ------------------------------- | ---------------- |
| 1. | říjen 2021 | Redding, Spojené státy | tvrdý  | Mirjam Björklundová | Dalila Jakupovićová Lu Ťia-ťing | 6–3, 1–6, [10–3] |

## Finále na juniorském Grand Slamu

### Dvouhra: 1 (0–1)
| Stav       | rok  | turnaj          | povrch | soupeřka ve finále | výsledek |
| ---------- | ---- | --------------- | ------ | ------------------ | -------- |
| Finalistka | 2015 | Australian Open | tvrdý  | Tereza Mihalíková  | 1–6, 4–6 |